# آب گریپ‌فروت

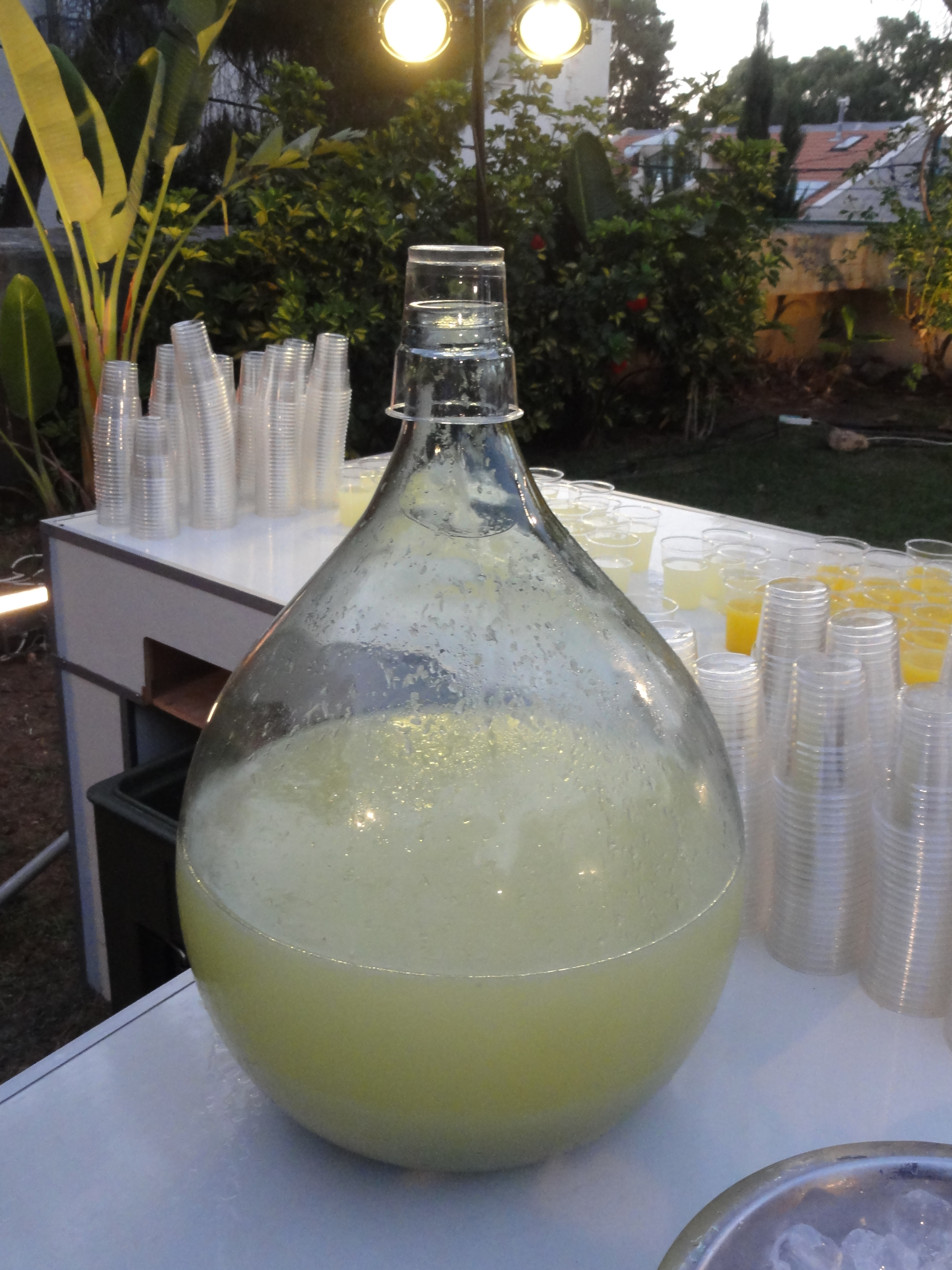
آب گریپ فروت سفید

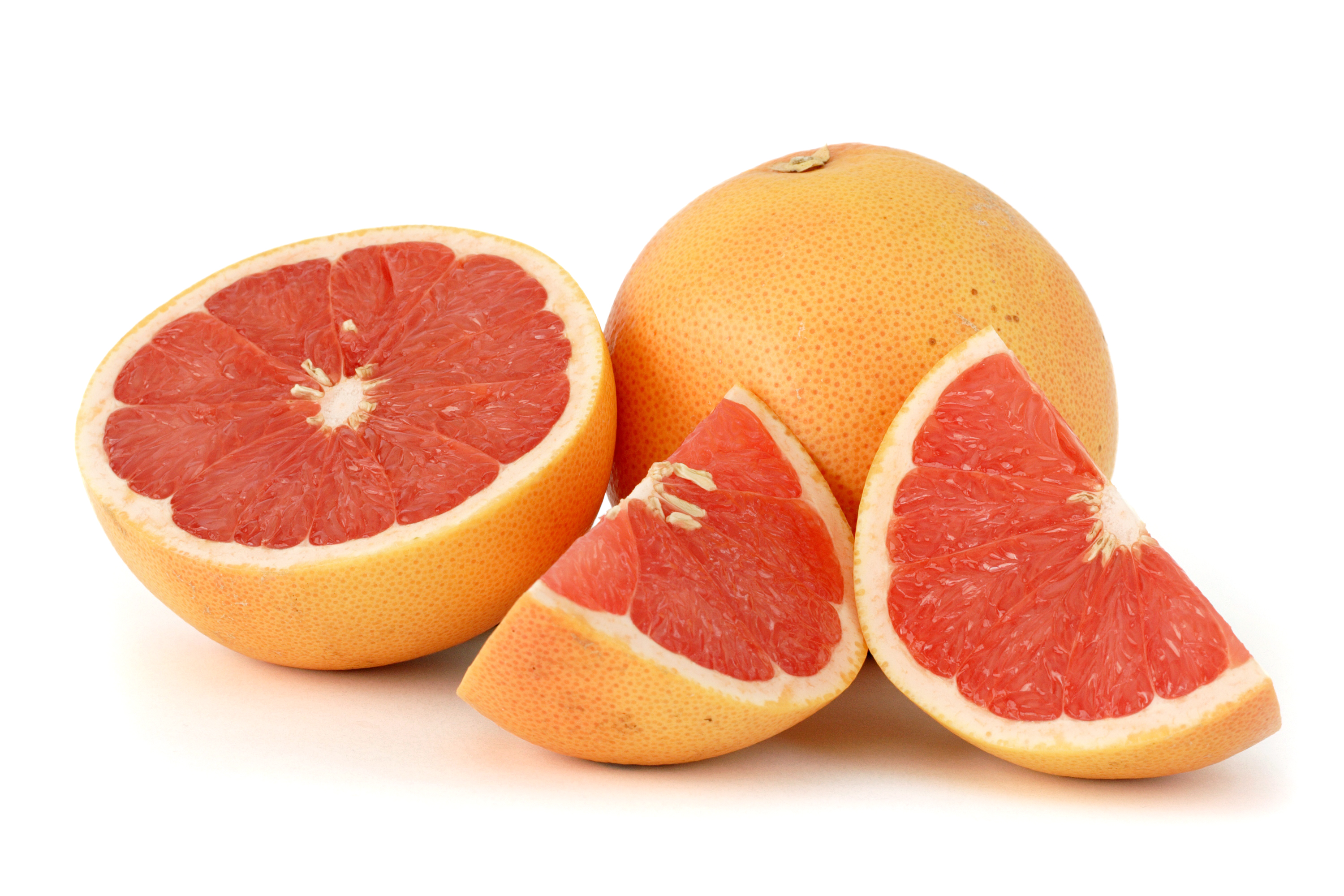
گریپ فروت صورتی تکه شده

آب میوه گریپ‌فروت سرشار از ویتامین C است. دامنه مزه آن از شیرین ترش تا بسیار ترش است.
آب گریپ فروت به علت تعامل با بسیاری از داروهای رایج از جمله کافئین و داروهای مهم که می‌تواند موجب تغییر رفتار در بدن شود.
آب گریپ فروت یک نوشیدنی صبحانه معمولی در ایالات متحده است.